# Homecoming (Fernsehserie)
Homecoming ist eine US-amerikanische Fernsehserie, die Amazons Streaming-Portal Prime Video seit 2018 veröffentlicht. Sie beruht auf dem gleichnamigen Podcast, der 2016 von Gimlet Media produziert wurde, und ist eine in zwei Zeitebenen spielende Thrillerserie, in der es um die Verflechtung privatwirtschaftlicher Interessen mit der Therapierung traumatisierter US-Soldaten geht.
In der von Sam Esmail inszenierten zehnteiligen ersten Staffel spielt Julia Roberts die Hauptrolle. In der zweiten, von Kyle Patrick Alvarez inszenierten Staffel spielt Janelle Monáe die Hauptrolle. Ebenfalls in der Produktion involviert sind die Autoren des Podcasts, Micah Bloomberg und Eli Horowitz. Die Serie wurde für mehrere Preise nominiert, darunter auch für den Golden Globe Award.

## Handlung
Staffel 1
Im Zentrum der Handlung steht Heidi Bergman, die 2018 als Beraterin in einem Programm der privaten Einrichtung Homecoming arbeitet. Das ihr zu verstehen gegebene Ziel des Programms ist es, posttraumatisch belastungsgestörten US-Soldaten bei der Wiedereingliederung in das zivile Leben zu helfen. Bergmans Arbeit wird vor allem am Beispiel des ehemaligen Soldaten Walter Cruz geschildert.
2022 geht Thomas Carrasco, Angestellter des US-Verteidigungsministeriums, dem Grund für eine anonyme Beschwerde nach, der zufolge Cruz in Homecoming gegen seinen Willen festgehalten worden sei. Er befragt Bergman, die inzwischen Kellnerin ist und sich zunächst an nichts erinnern kann, sowie ihren damaligen Vorgesetzten Colin Belfast, der offenkundig etwas verschweigt. Zudem findet er heraus, dass die anonyme Beschwerde einst von Walter Cruz’ Mutter Gloria aufgegeben worden ist. Für Carrasco und den Zuschauer verstärkt sich der Verdacht, dass der Aufenthalt der ehemaligen Armeebediensteten in Homecoming in Wahrheit anderen Zwecken gedient habe.
Schließlich stellt sich heraus, dass die Therapiesitzungen im Homecoming-Programm nur den tatsächlichen Zweck tarnen sollten, die Soldaten für erneute Militärdienste zu befähigen. Dazu wurden den Soldaten die traumatisierenden Erinnerungen durch ein Medikament entfernt, welches sie regelmäßig und ohne davon zu wissen mit ihrem Mittagessen einnahmen. Bergman hat dies 2018 herausgefunden und durch Selbsteinnahme jenes Medikaments ihre Erinnerungen verloren, die ihr deshalb auch 2022 zunächst fehlen. Ohne über die Täuschung der Soldaten zu informieren, verkauft Belfast die Arbeit seiner Firma gegenüber den Auftraggebern aus dem Verteidigungsministerium als Erfolg.

## Inszenierung
Staffel 1
Die Episoden dauern zwischen 24 und 37 Minuten und sind mit durchschnittlich 30 Minuten Länge ungewöhnlich kurz für eine Dramaserie. Die Serie spielt, im ständigen Wechsel innerhalb der Episoden, in zwei Zeitebenen, die sich durch ihr Bildformat unterscheiden: Die 2018 handelnde Geschichte spielt im herkömmlichen 16:9-Bildformat, wohingegen die 2022 spielende Handlung bis zur achten Episode in einem quadratischen Format inszeniert ist. In der achten Episode ändert sich in dem 2022 spielenden Moment, in dem Heidi Bergman sich wieder an ihre Zeit bei Homecoming erinnert, das Bildformat auf 16:9. Wie der Regisseur in einem Interview erklärte, dient die Änderung des Bildformats hier dazu, Bergmans Zurückbesinnung auf ihre Vergangenheit zu visualisieren. In der zehnten Episode wird zu der 2018 spielenden Zeit, als Bergman nach Einnahme des Medikaments ihre Erinnerungen verliert, das Bildformat quadratisch. Das quadratische Bildformat dient nicht nur der Unterscheidung der Zeitebene, sondern symbolisiert auch die Erinnerungslosigkeit der Protagonistin.
Abgesehen vom wechselnden Bildformat ist die Inszenierung geprägt von langen Kamerafahrten, etwa durch das Innere von Gebäuden, sowie von Split Screens, langsamen Zooms in größere wie auch kleinere Einstellungsgrößen und von distanzierenden Blicken aus der Vogelperspektive, darunter auf Autos oder Personen. Der Kritiker der Webseite fernsehserien.de merkte zur Inszenierung an: Der Regisseur „operiert mit […] einem geometrischen Framing, der die handelnden Figuren oft abseits der Mitte platziert […], mit kunstvollen Plansequenzen, die die Zuschauer quer durch die Schauplatz-Architekturen führen, mit […] irritierenden Unschärfen und surrealen Intermezzi“ wie etwa einem Pelikan.
Der Soundtrack der Episoden besteht ausschließlich aus externer Musik, d. h. nicht speziell für die Serie entstandener Musik. Enthalten sind etwa Kompositionen von Lalo Schifrin, Bernard Herrmann, John Williams, Michael Small, David Shire und Vangelis bzw. Themen aus Soundtracks von Thriller-Filmen wie Dressed to Kill, Amityville Horror, Der Marathon-Mann, Vertigo, Klute, Duell und Die Klapperschlange.

## Produktion
Die Autoren Micah Bloomberg und Eli Horowitz hatten einst die Idee für den Podcast Homecoming, den sie mit der Absicht entwickelten, einen Thriller-Plot „in kleinen Häppchen“, nur über Gespräche und bewusst ohne Bilder zu erzählen. Gesprochen von Schauspielern wie Catherine Keener und Oscar Isaac und produziert von der Firma Gimlet Media, veröffentlichte iTunes den aus sechs, je 20 Minuten langen Teilen bestehenden Podcast beginnend am 16. November 2016. Nach dem Start des Podcast kaufte Amazon die Rechte für dessen Verfilmung als Fernsehserie, setzte sich dabei gegen etliche andere Film- und Fernsehproduzenten durch und bestellte gleich zwei Staffeln. In einem Interview betonten Bloomberg und Horowitz ihre Absichten bezüglich der Adaption als Fernsehserie, „sich gewissen Serien-Konventionen zu widersetzen und erzählerisch nah am Podcast-Format zu bleiben“.

## Rezeption

### Kritik
Die erste Staffel erhielt mehrheitlich positive Kritiken. Zuspruch gab es vor allem für spannende Inszenierung. In der Süddeutschen etwa sprach der Kritiker von „einem atmosphärisch dichten Thriller, der den Geist von Hitchcock ebenso atmet wie von Siebzigerjahre-Filmen wie Die drei Tage des Condor.“ Zahlreiche irritierende Momente würden die Zuschauer zum Dranbleiben bewegen. In der FAZ hieß es, der Regisseur habe „einen klaustrophobischen Psychothriller geschaffen, der einen prinzipiell simplen Plot in makellosen Suspense taucht.“ Der Film-Dienst vergab drei von fünf möglichen Sternen und meinte, dass die Serie „sehr geschickt“ zwei Zeitebenen miteinander verbinde und „das unselige Ineinander von Kriegsgrauen und wirtschaftlichen Interessen unprätentiös und geradlinig“ entwickele. In der New York Times beurteilte der Kritiker James Poniewozik die Staffel als „fünf effiziente Stunden“ (Originalzitat: „five efficient hours“), denn sie schaffe es, gleichzeitig sowohl abwägend als auch vorwärtstreibend zu sein, und komme selbst dann in Fahrt, wenn die ersten Episoden ziellos umherzuirren scheinen.
Kritiker lobten auch das Schauspiel der Darsteller. Jürg Zbinden zum Beispiel äußerte sich in der NZZ überzeugt davon, dass Julia Roberts in der Serie als Charakterdarstellerin glänze und hier „weder die langen Beine der «Pretty Woman» noch das Décolleté der «Erin Brockovich»“ zeige. Poniewozik meinte, dass der Schauspieler Bobby Cannavale den Colin Belfast „aufdringlich“ lebendig verkörpere und dass Stephan James und Shea Whigham in ihren eher unauffälligen Rollen „beeindruckend“ seien.
Nicht gänzlich zufrieden gab sich Amelie Heinz in einer Kritik für Prisma. Die Serie sei „durchaus spannend“ und Roberts mache ihre Sache „ordentlich“, doch vermisse man an ihrem Schauspiel „das gewisse Etwas.“ Bei den „sehr düster“ wirkenden Bildern habe man es „leider ein wenig übertrieben“, denn wenn man „nur noch schwarze Schemen wahrnehmen kann, mindert das den Sehgenuss ungemein.“
Basierend auf englischsprachigen Kritiken berechneten die Bewertungsaggregatoren Rotten Tomatoes und Metacritic eine Zustimmung für die erste Staffel von 98 beziehungsweise 83 Prozent.

### Auszeichnungen
Die erste Staffel wurde für drei Golden Globes nominiert, und zwar in den Kategorien beste Schauspielerin (Julia Roberts), bester Schauspieler (Stephan James) und beste Drama-Fernsehserie. Weiterhin gab es Nominierungen – hauptsächlich als beste Serie – für einen Eddie Award der American Cinema Editors, einen Excellence in Production Design Award der Art Directors Guild und einen WGA Award der Writers Guild of America. Für Preise vorgeschlagen wurde sie zudem von den Motion Picture Sound Editors (zwei Golden Reel Awards) und der Broadcast Television Journalists Association (drei Critics’ Choice Television Awards). An Prämierungen gab es bisher nur zwei Satellite Awards, nämlich als beste Drama-Fernsehserie und für Roberts als beste Schauspielerin in einer Dramaserie (Stand: 16. März 2019).

## Episodenliste

### Staffel 1
| Nr. (ges.)                                                               | Nr. (St.) | Deutscher Titel | Originaltitel | Drehbuch                      |
| ------------------------------------------------------------------------ | --------- | --------------- | ------------- | ----------------------------- |
| 1                                                                        | 1         | Pflichtprogramm | Mandatory     | Eli Horowitz, Micah Bloomberg |
| 2                                                                        | 2         | Ananas          | Pineapple     | Eli Horowitz                  |
| 3                                                                        | 3         | Optisch         | Optics        | David Wiener                  |
| 4                                                                        | 4         | Redwood         | Redwood       | Micah Bloomberg               |
| 5                                                                        | 5         | Helfen          | Helping       | Cami Delavigne                |
| 6                                                                        | 6         | Spielzeug       | Toys          | Shannon Houston               |
| 7                                                                        | 7         | Test            | Test          | Eric Simonson                 |
| 8                                                                        | 8         | Protokoll       | Protocol      | Eli Horowitz                  |
| 9                                                                        | 9         | Arbeit          | Work          | Micah Bloomberg               |
| 10                                                                       | 10        | Stopp           | Stop          | Eli Horowitz, Micah Bloomberg |
| Alle Episoden wurden am 2. November 2018 auf Prime Video veröffentlicht. |           |                 |               |                               |

### Staffel 2
| Nr. (ges.)                                                           | Nr. (St.) | Deutscher Titel | Originaltitel | Regie                | Drehbuch                      |
| -------------------------------------------------------------------- | --------- | --------------- | ------------- | -------------------- | ----------------------------- |
| 11                                                                   | 1         | Leute           | People        | Kyle Patrick Alvarez | Micah Bloomberg, Eli Horowitz |
| 12                                                                   | 2         | Riese           | Giant         | Kyle Patrick Alvarez | Zachary Wigon                 |
| 13                                                                   | 3         | Vorher          | Previously    | Kyle Patrick Alvarez | Sarah Carbiener, Erica Rosbe  |
| 14                                                                   | 4         | Seife           | Soap          | Kyle Patrick Alvarez | Casallina Kisakye             |
| 15                                                                   | 5         | Meter           | Meters        | Kyle Patrick Alvarez | Evan Wright                   |
| 16                                                                   | 6         | Nadel           | Needle        | Kyle Patrick Alvarez | Patrick MacManus              |
| 17                                                                   | 7         | Wieder          | Again         | Kyle Patrick Alvarez | Micah Bloomberg, Eli Horowitz |
| Alle Episoden wurden am 22. Mai 2020 auf Prime Video veröffentlicht. |           |                 |               |                      |                               |